# Campionato africano femminile di pallavolo 2021
Il campionato africano femminile di pallavolo 2021 si è svolto dal 12 al 20 settembre 2021 a Kigali, in Ruanda: al torneo hanno partecipato nove squadre nazionali africane e la vittoria finale è andata per la terza volta consecutiva al Camerun.

## Impianti
|                                                                   |                                                          |  |
|                                                                   |                                                          |  |
| Kigali Arena Città: Kigali Capienza: 10 000 Anno d'apertura: 2019 | Petit Stade Città: Kigali Capienza: - Anno d'apertura: - |  |

## Regolamento

### Formula
La formula, dopo l'esclusione del Ruanda e il ritiro del Senegal, ha previsto: 
- Fase a gironi, disputata con girone all'italiana: le prime due classificate di ogni girone hanno acceduto alla fase finale per il primo posto, mentre la terza e la quarta classificata del girone B hanno acceduto alla finale per il quinto posto.
- Fase finale, disputata con:
  - Fase finale per il primo posto, giocata con semifinali, finale per il terzo posto e finale.
  - Finale per il quinto posto.

### Criteri di classifica
Se il risultato finale è stato di 3-0 o 3-1 sono stati assegnati 3 punti alla squadra vincente e 0 a quella sconfitta, se il risultato finale è stato di 3-2 sono stati assegnati 2 punti alla squadra vincente e 1 a quella sconfitta.
L'ordine del posizionamento in classifica è stato definito in base a:
- Numero di partite vinte;
- Punti;
- Ratio dei set vinti/persi;
- Ratio dei punti realizzati/subiti;
- Risultati degli scontri diretti.

## Squadre partecipanti
| Squadra      | Qualificazione                 | Ultima partecipazione |
| ------------ | ------------------------------ | --------------------- |
| Burundi      | Rappresentante zona 4          | Debutto               |
| Camerun      | 1ª al campionato africano 2019 | Egitto 2019           |
| Kenya        | 2ª al campionato africano 2019 | Egitto 2019           |
| Marocco      | 6ª al campionato africano 2019 | Egitto 2019           |
| Nigeria      | Rappresentante zona 3          | Camerun 2017          |
| RD del Congo | Rappresentante zona 4          | Camerun 2017          |
| Ruanda       | Paese organizzatore            | Kenya 2011            |
| Senegal      | 3ª al campionato africano 2019 | Egitto 2019           |
| Tunisia      | Rappresentante zona 1          | Camerun 2017          |

## Torneo

### Fase a gironi
| Girone A | Girone B     |
| -------- | ------------ |
| Marocco  | Burundi      |
| Nigeria  | Camerun      |
| Ruanda   | Kenya        |
| Senegal  | RD del Congo |
|          | Tunisia      |

#### Girone A

##### Risultati
| 12 settembre 2021 Kigali Arena, Kigali Durata: ? - Spettatori: ?     | Nigeria | 3 - 0 | Senegal | 25-16, 25-18, 25-22        |
| 12 settembre 2021 Kigali Arena, Kigali Durata: ? - Spettatori: ?     | Ruanda  | 3 - 1 | Marocco | 25-19, 25-18, 32-34, 25-22 |
| 13 settembre 2021 Kigali Arena, Kigali Durata: ? - Spettatori: ?     | Nigeria | 0 - 3 | Ruanda  | 22-25, 23-25, 23-25        |
| 15 settembre 2021 Kigali Arena, Kigali Durata: ? - Spettatori: ?     | Senegal | 0 - 3 | Marocco | 23-25, 17-25, 13-25        |
| 16 settembre 2021 Kigali Arena, Kigali Durata: 0h:00 - Spettatori: 0 | Ruanda  | -     | Senegal | annullata                  |
| 17 settembre 2021 Kigali Arena, Kigali Durata: 0h:00 - Spettatori: 0 | Marocco | -     | Nigeria | annullata                  |

##### Classifica
| Pos. | Squadra | Pt | G | V | P | SV | SP | Ratio | PF  | PS  | Ratio |
| ---- | ------- | -- | - | - | - | -- | -- | ----- | --- | --- | ----- |
| 1.   | Marocco | 3  | 2 | 1 | 1 | 4  | 3  | 1,333 | 168 | 160 | 1,050 |
| 2.   | Nigeria | 3  | 2 | 1 | 1 | 3  | 3  | 1,000 | 143 | 131 | 1,091 |
| 3.   | Senegal | 0  | 2 | 0 | 2 | 0  | 6  | 0,000 | 109 | 150 | 0,726 |
| 4.   | Ruanda  | 6  | 2 | 2 | 0 | 6  | 1  | 6,000 | 182 | 161 | 1,130 |

      Qualificata alle semifinali per il primo posto.

#### Girone B

##### Risultati
| 12 settembre 2021 Kigali Arena, Kigali Durata: ? - Spettatori: ? | Burundi      | 0 - 3 | RD del Congo | 18-25, 15-25, 13-25 |
| 12 settembre 2021 Kigali Arena, Kigali Durata: ? - Spettatori: ? | Camerun      | 3 - 0 | Kenya        | 25-20, 25-21, 25-19 |
| 13 settembre 2021 Kigali Arena, Kigali Durata: ? - Spettatori: ? | Tunisia      | 0 - 3 | Camerun      | 15-25, 18-25, 17-25 |
| 13 settembre 2021 Petit Stade, Kigali Durata: ? - Spettatori: ?  | RD del Congo | 0 - 3 | Kenya        | 12-25, 12-25, 19-25 |
| 15 settembre 2021 Kigali Arena, Kigali Durata: ? - Spettatori: ? | Camerun      | 3 - 0 | Burundi      | 25-15, 25-14, 25-14 |
| 15 settembre 2021 Kigali Arena, Kigali Durata: ? - Spettatori: ? | Kenya        | 3 - 0 | Tunisia      | 25-20, 25-19, 25-21 |
| 16 settembre 2021 Kigali Arena, Kigali Durata: ? - Spettatori: ? | Burundi      | 0 - 3 | Kenya        | 8-25, 9-25, 11-25   |
| 16 settembre 2021 Kigali Arena, Kigali Durata: ? - Spettatori: ? | RD del Congo | 0 - 3 | Tunisia      | 17-25, 16-25, 17-25 |
| 17 settembre 2021 Kigali Arena, Kigali Durata: ? - Spettatori: ? | Camerun      | -     | RD del Congo | annullata           |
| 17 settembre 2021 Kigali Arena, Kigali Durata: ? - Spettatori: ? | Tunisia      | -     | Burundi      | annullata           |

##### Classifica
| Pos. | Squadra      | Pt | G | V | P | SV | SP | Ratio | PF  | PS  | Ratio |
| ---- | ------------ | -- | - | - | - | -- | -- | ----- | --- | --- | ----- |
| 1.   | Camerun      | 9  | 3 | 3 | 0 | 9  | 0  | MAX   | 225 | 153 | 1,470 |
| 2.   | Kenya        | 9  | 4 | 3 | 1 | 9  | 3  | 3,000 | 285 | 206 | 1,383 |
| 3.   | Tunisia      | 3  | 3 | 1 | 2 | 3  | 6  | 0,500 | 185 | 200 | 0,925 |
| 4.   | RD del Congo | 3  | 3 | 1 | 2 | 3  | 6  | 0,500 | 168 | 196 | 0,857 |
| 5.   | Burundi      | 0  | 3 | 0 | 3 | 0  | 9  | 0,000 | 117 | 225 | 0,520 |

      Qualificata alle semifinali per il primo posto.
      Qualificata alla finale per il quinto posto.

### Fase finale

#### Finali 1º e 3º posto
|  | Semifinali | Semifinali | Semifinali |                 |    | Finale | Finale  | Finale |
|  |            |            |            |                 |    |        |         |        |
|  | 1A         | Marocco    | 0          |                 |    |        |         |        |
|  | 1A         | Marocco    | 0          |                 |    |        |         |        |
|  | 2B         | Kenya      | 3          |                 |    |        |         |        |
|  | 2B         | Kenya      | 3          |                 | 2B | Kenya  | 1       |        |
|  |            |            |            |                 | 2B | Kenya  | 1       |        |
|  |            |            |            |                 |    | 1B     | Camerun | 3      |
|  | 1B         | Camerun    | 3          |                 |    | 1B     | Camerun | 3      |
|  | 1B         | Camerun    | 3          |                 |    |        |         |        |
|  | 2A         | Nigeria    | 0          |                 |    |        |         |        |
|  | 2A         | Nigeria    | 0          | Finale 3° posto |    |        |         |        |
|  |            |            |            |                 |    |        |         |        |
|  |            |            |            |                 |    | 1A     | Marocco | 3      |
|  |            |            |            |                 |    | 1A     | Marocco | 3      |
|  |            |            |            |                 |    | 2A     | Nigeria | 0      |

##### Semifinali
| 19 settembre 2021 Kigali Arena, Kigali Durata: ? - Spettatori: ? | Marocco | 0 - 3 | Kenya   | 12-25, 21-25, 11-25 |
| 19 settembre 2021 Kigali Arena, Kigali Durata: ? - Spettatori: ? | Camerun | 3 - 0 | Nigeria | 25-13, 35-33, 25-13 |

##### Finale 3º posto
| 20 settembre 2021 Kigali Arena, Kigali Durata: ? - Spettatori: ? | Marocco | 3 - 0 | Nigeria | 25-19, 25-17, 25-18 |

##### Finale
| 20 settembre 2021 Kigali Arena, Kigali Durata: ? - Spettatori: ? | Kenya | 1 - 3 | Camerun | 21-25, 23-25, 25-15, 23-25 |

#### Finale 5º posto
| 19 settembre 2021 Kigali Arena, Kigali Durata: ? - Spettatori: ? | Tunisia | 3 - 0 | RD del Congo | 25-17, 25-11, 25-20 |

## Classifica finale
| Pos | Squadra      |
| --- | ------------ |
|     | Camerun      |
|     | Kenya        |
|     | Marocco      |
| 4.  | Nigeria      |
| 5.  | Tunisia      |
| 6.  | RD del Congo |
| 7.  | Senegal      |
| 8.  | Burundi      |
| 9.  | Ruanda       |

|  |  | Qualificata al campionato mondiale 2022 |

## Premi individuali
| Premio                 | Nome                  | Squadra |
| ---------------------- | --------------------- | ------- |
| MVP                    | Christelle Tchoudjang | Camerun |
| Miglior attaccante     | Sharon Chepchumba     | Kenya   |
| Miglior muro           | Gladys Ekaru          | Kenya   |
| Miglior servizio       | Laetitia Moma Bassoko | Camerun |
| Miglior palleggiatrice | Alexandra Erhart      | Marocco |
| Miglior ricevitrice    | Mercy Moim            | Kenya   |
| Miglior libero         | Yousra Souidi         | Marocco |